# Diano Castello
Diano Castello är en ort och kommun i provinsen Imperia i regionen Ligurien i Italien. Kommunen hade 2 245 invånare (2018).